# Stanley Praimnath
Stanley Praimnath (* 1956 in Guyana) ist ein Überlebender des Anschlags auf das World Trade Center (WTC) in New York am 11. September 2001. Er arbeitete im Südturm, der durch das zweite Flugzeug getroffen wurde. Während er im Gebäude an seinem Büroschreibtisch saß, sah er, wie das Flugzeug auf das WTC zusteuerte. Er ist damit einer der wenigen Überlebenden, die das Flugzeug aus dem Gebäude heraus sehen konnten.
Nachdem der Nordturm durch das erste Flugzeug getroffen wurde, wollte Praimnath den Turm verlassen. Er wurde jedoch von einem Sicherheitsbeamten aufgefordert, in sein Büro zurückzukehren. Er sagt, er habe, gerade als er sein Büro im 81. Stock wieder erreicht hatte, gesehen, wie das zweite Flugzeug rechts neben seinem Bürofenster einschlug. Nach seiner Aussage schlug gerade mal zwanzig Fuß (etwa sechs Meter) von seinem Schreibtisch entfernt, unter dem er Zuflucht suchte, der brennende Flügel des zweiten Flugzeugs in seine Bürotür ein.
Praimnath wurde in Trümmern eingeschlossen. Als er allerdings bemerkte, dass Brian Clark und einige andere seiner Kollegen die einzige freie Treppe hinunterstiegen, gelang es ihm die Aufmerksamkeit von Clark auf sich zu ziehen. Von den Personen, die sich in der Etage, in die das zweite Flugzeug hineinflog, aufgehalten hatten, überlebten neben ihm und Clark nur sechzehn weitere. Alle anderen Mitarbeiter, die sich zu dieser Zeit im 81. Stock aufhielten, fanden den Tod in den Trümmern des WTC.
Clark schreibt sein eigenes Überleben der Hilfe von Praimnath zu. Die Gruppe von Clark war sich nicht einig, ob sie auf das Dach laufen sollten, um dort auf die Evakuierung per Hubschrauber zu warten, oder besser versuchen sollten, durch das Treppenhaus ins Freie zu gelangen, obwohl ihnen gesagt wurde, dass dies unmöglich sei.
Während Clark Praimnath befreite, war seine Gruppe bereits auf dem Weg zum Dach und kam beim Einsturz des Südturms ums Leben. Clark und Praimnath versuchen stattdessen, über das Treppenhaus nach unten zu gelangen, und überlebten.
Heute ist Praimnath Pastor bei der Bethel AOG Church.

## Verfilmung
Zusammen mit anderen Geschichten von Überlebenden war Praimnaths Geschichte Bestandteil der BBC-Dokumentation "9/11 The Two Towers", die am 7. September 2006 ausgestrahlt wurde.